# Cyclopentasilane
Le cyclopentasilane est un composé chimique de formule Si5H10. Ce silane est l'analogue structurel silicié du cyclopentane C5H10, un cycloalcane. Il se présente sous la forme d'un liquide pyrophorique incolore susceptible de cristalliser dans le système monoclinique vers −100 °C. Il commence à se décomposer au-dessus de 84 °C en polymérisant et en librant de l'hydrogène H2, puis donne du disilane Si2H6 à 178 °C et finalement un polymère de slicium hydrogéné au-dessus de 250 °C. Les liaisons Si–Si à l'état solide ont une longueur de 233,53  à   233,77 pm, plus courte que celle observée dans les cyclopentasilanes substitués ou les silanes linéaires, tandis que la longueur de ces liaisons à l'état gazeux atteint 234,2 pm.
Il peut être produit en faisant réagir du diphényldichlorosilane (C6H5)2SiCl2 avec du lithium pour obtenir du décaphénylcyclopentasilane Si5(C6H5)10 ; celui-ci réagit avec le chlorure d'aluminium AlCl3 dans le benzène C6H6 en présence de chlorure d'hydrogène HCl pour donner du décachlorocyclopentasilane Si5Cl10, lequel est traité avec de l'aluminohydrure de lithium LiAlH4 pour donner le cyclopentasilane Si5H10.
Un cycle de cinq atomes peut adopter plusieurs configurations. Il peut être planaire dont les atomes sont aux sommets d'un pentagone, avec une symétrie D5h. Il peut adopter une symétrie d'enveloppe, avec quatre atomes coplanaires formant un rectangle et le cinquième au-dessus du plan, formant une symétrie Cs. Il peut être gauche, avec une symétrie C2. La forme planaire a un niveau d'énergie légèrement plus élevé que les autres configurations.
Le cyclopentasilane fait l'objet de recherches en vue de possibles applications comme encre liquide permettant l'impression de motifs en silicium sur des circuits intégrés ou des cellules photovoltaïques.